# Norman Sonnleitner
Norman Sonnleitner (* 21. Mai 1978 in Berlin) ist ein deutscher Schauspieler.
Nach dem Abitur studierte er von 2002 bis 2006 an der Bayerischen Theaterakademie August Everding in München. An Münchener Bühnen seit 2005 u. a. als Laertes in Hamlet, als Jean-Paul Marat in Au revoir, Marat, unter Alexander May am Bayerischen Staatsschauspiel in Genua01 und in der Titelrolle der Ludwig-Tieck-Adaptation Katman. Weitere Engagements auch am Stadttheater Erlangen und am Theater in Ingolstadt.
2007 stand er neben Nikolai Will im Independent Horrorfilm Suffer and die vor der Kamera.
Seit 2008 tritt er mit dem Monolog Humankapital, nach dem Roman „Der Wert des Menschen“ des belgischen Autors Francois Emmanuel, auf.
Im Kino ist Sonnleitner bisher im Fußball-Film Aus der Tiefe des Raumes und in Kurzfilmen aufgetreten. 2009 wirkte Sonnleitner bei dem Spielfilm Sedicio, der im Frühling 2012 erscheinen wird, mit.
Der Film "Unkalkulierbares Risiko" der Pheagol Filmproduktion, in dem Norman Sonnleitner eine Hauptrolle spielt, befindet sich aktuell in der Postproduktion.
Außerdem sind die Arbeiten an dem neuen Hörbuch von Robert Griesbeck mit dem Titel Trick 17 abgeschlossen.
Zuletzt war Norman Sonnleitner in einer Nebenrolle im Kinofilm "Der blinde Fleck" sowie in einigen SAT1-Produktionen der Constantin Entertainment GmbH zu sehen.